# Severiano Ballesteros
Pour les articles homonymes, voir Ballesteros.
Severiano Ballesteros Sota dit Seve Ballesteros, né à Pedreña (commune de Marina de Cudeyo, Cantabrie) le 9 avril 1957 et mort le 7 mai 2011 dans sa villa de Pedreña est un golfeur espagnol. Considéré comme l'un des golfeurs les plus doués de l'histoire, il a permis de faire connaître le golf en dehors de ses pays traditionnels et historiques. Plusieurs fois numéro 1 mondial entre 1986 et 1989, il a été l'une des figures de proue de ce sport depuis le milieu des années 1970 jusqu'au milieu des années 1990. Il a attiré l'attention dans le monde du golf en 1976, quand à l'âge de 19 ans, il a terminé deuxième au British Open. Membre d'une famille douée en golf, Ballesteros a remporté cinq tournois majeurs entre 1979 et 1988, trois fois le British Open, et le Masters à deux reprises.
Il est également l'un des joueurs qui ont le meilleur pourcentage de points apportés en Ryder Cup (20 points pour 37 matchs disputés contre les États-Unis), compétition où il a constitué l'un des duos les plus célèbres de la compétition avec l'Espagnol José Maria Olazábal. C'est la meilleure équipe de l'histoire de la Ryder Cup avec 11 victoires, 2 défaites et 2 parties partagées pour 15 matchs.
En raison de blessures au dos, Ballesteros a lutté avec force durant les années 1990. En dépit de cela, il a continué à être impliqué dans le golf, créant le Seve Trophy et exploitant une entreprise spécialisée dans la conception de parcours de golf. Finalement, Ballesteros prit sa retraite sportive en 2007 en raison de sa mauvaise forme, et lui fut diagnostiquée une tumeur maligne au cerveau en 2008. En dépit d'informations selon lesquelles Ballesteros ferait un retour sous les projecteurs lors du British Open 2010, suivant les conseils des médecins, il ne fit pas le voyage à St Andrews lors de cette édition.

## Biographie

### Enfance
Né dans un village du bord de mer dans la baie de Santander, il est baigné dès son enfance dans une ambiance sportive. Son père a figuré parmi l'un des meilleurs bateaux de l'histoire de l'aviron espagnol. Le golf est également très présent : ses frères aînés Baldomero, Manuel et Vicente sont tous des joueurs professionnels, tout comme un de ses oncles, Ramón Sota, qui a remporté à quatre reprises le titre de champion d'Espagne professionnel, et qui a terminé à la sixième place du Master 1965.
C'est avec un vieux fer 3 raccourci offert par son frère aîné qu'il fait ses premiers pas dans la discipline. Il progresse rapidement au fil des années, malgré son impossibilité de s'entraîner sur le parcours du Pedreña Golf Club. Pour remédier à ce problème, il joue beaucoup sur la plage et en fraude, de nuit, sur le parcours.

### Carrière
Lorsqu'il passe professionnel en mars 1974, il n'a pas encore 17 ans. Cependant, sa 20e place lors de son premier tournoi, lors du championnat professionnel espagnol, le déçoit énormément. Il remporte rapidement ses premiers tournois sur le circuit espagnol. Il fait également ses débuts en Europe en terminant à la cinquième place de l'Open d'Italie.
Le début de sa renommée se produit lors de l'année 1976. C'est surtout sa performance lors de l'Open britannique qui marque les esprits. Durant les trois premiers tours, il occupe la position de leader, devançant à l'issue du troisième tour ses poursuivants de deux coups. Malheureusement, un score de 74 lors du dernier jour le voit terminer à la seconde place derrière Johnny Miller, partageant cette place avec Jack Nicklaus à six coups du premier. Néanmoins, même sa défaite a quelque chose de magique puisqu'il termine les 3 derniers trous en jouant 4 coups sous le par, en parachevant son parcours par un chip génial entre 2 bunkers au 72e trou, chip salué par le vainqueur Johnny Miller dans son discours de remise des prix.
Durant cette même année, il remporte ses premiers succès sur le Circuit Européen, l'Open des Pays-Bas et le Trophée Lancôme. Il termine également premier à l'Ordre du Mérite européen, classement correspondant aux gains remportés sur le circuit européen.
Les deux années suivantes, il ajoute six nouveaux titres sur le circuit européen, trois par année, terminant également de nouveau premier à l'Ordre du Mérite. Il est le premier à remporter la première place de premier à ce classement trois années consécutives. Il sera plus tard supplanté par l'Écossais Colin Montgomerie.
En 1979, il franchit une étape en remportant son premier  majeur lors de l'Open britannique où il devance l'Américain Ben Crenshaw de trois coups. Cette victoire fait de lui le plus jeune vainqueur du tournoi pour le XXe siècle et également le premier vainqueur européen, Britanniques mis à part, à remporter un majeur depuis la victoire du Français Arnaud Massy à l'Open britannique en 1907.
Lors de son apparition suivante dans un majeur, le Masters, il établit un nouveau record en devenant le plus jeune vainqueur de l'histoire du tournoi, record qui sera battu plus tard par Tiger Woods. Il est également le premier européen, et le deuxième non américain, à porter la veste verte du vainqueur. Il déclare que cette semaine d'avril 1980 fut la meilleure de sa carrière, sur le plan de la qualité du jeu. Lors du majeur suivant, l'US Open, il est disqualifié pour s'être présenté en retard.
Lors de la saison 1981, son meilleur résultat en majeur est une 33e place lors de l'USPGA. L'année suivante, il termine à la troisième place, ex-equo, du Masters, puis ne passe pas le cut à l'US Open avant de terminer par deux 13e place à l'Open britannique et l'USPGA.
Pour son premier tournoi du grand chelem de l'année 1983, le Masters, il renoue avec la victoire, remportant sa deuxième veste verte, devançant les Américains Ben Crenshaw et Tom Kite de quatre coups. Il enchaîne par une quatrième place à l'US Open puis une sixième à l'Open britannique et enfin une 27e à l'USPGA.
Il remporte son quatrième majeur lors de l'Open britannique 1984, disputé sur l'Old Course de St Andrews. Avec deux coups de retard sur le leader au soir du troisième tour, il devance finalement l'Américain Tom Watson et l'Allemand Bernhard Langer de deux coups grâce à un 69 sur le dernier tour. Il termine ensuite la saison avec une cinquième place lors de l'USPGA, son meilleur résultat dans ce tournoi.
Il doit ensuite attendre 1988 pour renouer avec la victoire dans un majeur à l'issue d'un duel épique avec Nick Price, qui sortira grandi de cette confrontation. Durant cette période, il termine toutefois deuxième du Masters de 1985 et 1987, quatrième de l'édition de 1986, troisième de l'US Open 1987, sixième de l'Open britannique 1986. 1988 est sa dernière année "magique".
Pour remporter son cinquième Grand Chelem, il réalise un dernier tour à 65 coups (le meilleur tour que Nick Faldo, le 3e homme ce jour-là, déclare avoir vu de toute sa vie), devançant finalement Nick Price de deux coups. Cette même année 1988 est la dernière année où il remporte un tournoi sur le PGA Tour, circuit où il aura finalement remporté neuf tournois.
Sur le circuit européen, il remporte au moins un tournoi jusqu'en 1993, première année depuis 1976 sans victoire sur le circuit. Il remportera ensuite trois autres tournois, deux en 1994 et un en 1995 sur le circuit européen.
Dans les tournois du Grand Chelem, son meilleur résultat après sa victoire de 1988 à l'Open britannique est une cinquième place lors du Masters de 1989. Après cette date, il ne termina dans le Top 10 d'un majeur qu'à une seule occasion, lors du British Open Open 1991, après avoir mené au 1er tour.

### Ryder Cup
Excellent joueur de Match play, comme le prouvent ses cinq victoires en championnat du monde de match play, il a également grandement contribué à la renommée du golf sur le continent européen grâce à ses performances en Ryder Cup.
Il fait ses débuts dans cette compétition en 1979, lors de la première édition où les États-Unis se voient désormais opposés à une équipe européenne et non plus britannique comme auparavant. Ballesteros fait équipe lors des doubles avec Antonio Garrido (en) : cette association a pour bilan une victoire pour trois défaites. Lors du simple, Ballesteros est battu par Larry Nelson sur le score de 3 et 2. Les États-Unis remportent la victoire sur leur sol par 17 à 11.
En 1981, Ballesteros n'est pas retenu dans l'équipe européenne : on lui reproche de privilégier le circuit américain du PGA Tour au détriment du circuit européen. Lors des tournois suivant la Ryder Cup, qui voit la victoire finale des États-Unis sur le score de 18½ à 9½, Ballesteros met un point d'honneur à devancer les joueurs européens. Sur les six tournois suivant la compétition, il remporte quatre titres, perd un tournoi en play-off et termine troisième du dernier.
En 1983, il retrouve l'équipe européenne : il fait équipe avec l'Anglais Paul Way dans les doubles, remportant deux victoires pour un nul et une défaite. En simple, il semble dominer son adversaire Fuzzy Zoeller, menant de trois coups à sept trous du final. Puis, il perd les quatre trous suivant. Il doit remporter le dernier trou pour partager la partie, mais celui-ci est mal engagé lorsqu'il se retrouve dans un bunker à 240 yards du drapeau. Mais grâce à un remarquable bois 3, il se repositionne parfaitement pour finalement remporter le trou et partager la partie. L'Europe termine finalement à un point de l'équipe américaine qui remporte la rencontre sur le score de 14½ à 13½.
En 1985, il participe à la victoire de l'équipe européenne sur les États-Unis sur le score de 16 et ½ à 11 et ½. Celle-ci est la première victoire de l'équipe européenne. De plus, c'est la première défaite de l'équipe américaine depuis 20 ans. En double, associé à son compatriote Manuel Piñero, il remporte trois victoires pour une défaite. Il doit toutefois partager son simple avec Tom Kite.
Lors de l'édition suivante, la rencontre se déroule sur le sol américain, à Columbus dans l'Ohio. le capitaine européen forme une nouvelle équipe de double composée de José Maria Olazábal-Ballesteros. Cette doublette espagnole remporte trois des quatre doubles qu'elle dispute, la dernière rencontre se terminant sur une défaite. Lors des simples, Ballesteros bat Curtis Strange scellant la victoire européenne sur le score de 15 à 13.
La doublette Olazábal-Ballesteros est de nouveau reconstituée lors de l'édition 1989, apportant 3 points ½ sur les 4 possibles lors des doubles. En simple, Ballesteros échoue face à Paul Azinger. La rencontre se terminant sur le score nul de 14 partout, l'Europe conserve le trophée.
En 1991, les États-Unis renouent avec la victoire en triomphant sur le score de 14½ à 13½. La paire Olazábal-Ballesteros apporte de nouveau 3 ½ points à l'équipe européenne, Ballesteros remportant son simple face à Wayne Levi. Pour l'édition de 1993, la paire Olazábal-Ballesteros apporte 2 points sur 3 possibles à son équipe, Ballesteros échouant face à J Gallagher Jr lors des simples. L'équipe des États-Unis remporte la compétition sur le score de 15 à 13.
Pour l'édition de 1995, la paire Olazábal-Ballesteros est dissoute, Olazábal étant absent en raison d'une polyarthrite rhumatoïde. Ballesteros, associé à l'Anglais David Gilford, apporte 1 point sur 2 en doubles et échoue face à Tom Lehman en simple. L'Europe remporte la compétition sur le score de 14 ½ à 13 et ½.
L'édition 1997 est une première pour la Ryder Cup. Elle se dispute pour la première fois sur le continent européen, en dehors des îles britanniques. C'est l'Espagne qui a cet honneur et Ballesteros a été nommé capitaine de l'équipe européenne. Lors de celle-ci Olazábal fait son retour après une saison 1996 où il a été absent des parcours. Il contribue à la victoire de son équipe en apportant 2 points ½ sur les 3 possibles lors des doubles. l'équipe de Ballesteros remporte la partie sur le score de 14 ½ à 13 et ½ face à une équipe américaine où Tiger Woods fait sa première apparition en Ryder Cup.
Tiger Woods aura cette déclaration au sujet de l'espagnol : « Seve était l'un des golfeurs les plus talentueux et les plus enthousiastes à avoir jamais joué au golf. Sa créativité et son inventivité sur un parcours de golf peuvent ne jamais être surpassées ».

### Maladie et décès
Le 6 octobre 2008, Ballesteros, alors qu'il s'est rendu à Madrid pour rencontrer son fils Miguel et son neveu Ivan, perd connaissance et est admis à l'hôpital,. Six jours plus tard, on lui diagnostique une tumeur cérébrale. Le 15 octobre, l'agence de presse espagnole EFE rapporte qu'il a subi une première opération de douze heures visant à résorber la tumeur. Trois autres opérations suivront. Un porte-parole de l'hôpital déclare que les chirurgiens ont retiré une partie importante de la tumeur. Le 23 octobre, il est confirmé publiquement que la tumeur est classée comme cancéreuse, et après une rapide détérioration de son état de santé, une nouvelle intervention a eu lieu le 24 octobre pour le stabiliser et essayer d'enlever le reste de la tumeur,. Le 24 octobre, il est confirmé que la tumeur a été enlevée après une opération de six heures et demie. Le 3 novembre, l'hôpital confirme qu'il va commencer sa rééducation dans l'unité de soins intensifs. Le 18 novembre, il est transféré hors de l'unité de soins intensifs et change de service à l'hôpital La Paz de Madrid pour poursuivre sa rééducation.
Ballesteros quitte l'hôpital le 9 décembre 2008 et retourne ensuite à son domicile dans le nord de l'Espagne où il subit une chimiothérapie En janvier 2009, un message sur son site web a dit qu'il avait bien réagi à la cure de chimiothérapie.

« Je suis très motivé et je travaille dur même si je suis conscient que ma guérison sera lente et donc je dois être patient et avoir beaucoup de détermination. Pour ces raisons, je suis strictement les instructions que les médecins me donnent. En outre, les physiothérapeutes font un excellent travail sur moi et je me sens mieux chaque jour. »

Ballesteros termine en février 2009 une deuxième cure de chimiothérapie à l'hôpital La Paz de Madrid. S'exprimant par le biais de son site Internet, il dit : « Les résultats de mon bilan de santé ont été très positifs, même mieux que les premiers. ». En mars 2009, il termine un troisième cycle de traitement et complète son quatrième et dernier traitement de chimiothérapie un mois plus tard.
En juin, Ballesteros fait sa première apparition en public après le traitement pour sa tumeur au cerveau. Il dit que c'était un « miracle » d'être en vie et il remercie tous ceux qui ont été impliqués pour prendre soin de lui et de son bien-être. À la suite de cela, Ballesteros annonce le lancement de la « Fondation Seve Ballesteros ». Cette fondation a été créée pour aider les personnes atteintes du cancer. La fondation a aussi pour but de faire des recherches sur le cancer, les tumeurs au cerveau en particulier, mais aide également de jeunes golfeurs ayant des difficultés financières, afin qu'ils puissent avoir autant de succès que Ballesteros.
Le 6 mai 2011, sa famille publie un communiqué de presse annonçant que l'état neurologique de Ballesteros a « subi une grave détérioration ». Il meurt des suites de sa maladie dans la matinée du 7 mai 2011 à son domicile. Le Gouvernement régional de Cantabrie décrète alors trois jours de deuil officiel.
Son décès est survenu au cours de l'Open d'Espagne, où le Tour européen est marqué par un moment de silence lors du troisième jour au Real Club de Golf El Prat à Barcelone. Lors de l’événement de tennis du Masters de Madrid, un moment de silence est observé avant le match demi-finale entre Rafael Nadal et Roger Federer.
Tiger Woods a dit de Ballesteros qu'il était « l'un des golfeurs les plus talentueux et passionnant à avoir joué à ce sport ». Lee Westwood, qui a également été numéro un mondial comme Woods ou Ballesteros, dit de celui-ci : « Seve a fait du golf européen ce qu'il est aujourd'hui ».
Ballesteros a des funérailles privées le 11 mai 2011 en l'église paroissiale de San Pedro dans son village natal de Pedreña. Il est incinéré dans un lieu secret situé dans le village, avec ses cendres dispersées, puis éparpillées dans sa propriété. Depuis le 16 avril 2015, l'aéroport de Santander porte son nom.